# Henri Gervais

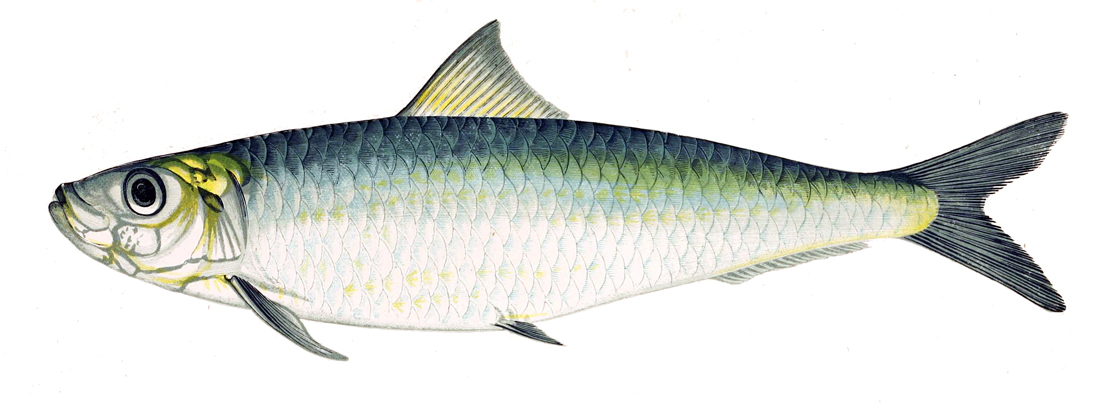
Sardina diseñada por Henri Gervais en su libro Les poissons (1877).

Henri Frédéric Paul Gervais, nacido en 1845 en París y fallecido en la misma ciudad en 1915, fue un ictiólogo francés que trabajó en el Museo Nacional de Historia Natural de Francia situado en la capital del país.
Fue hijo del zoólogo y paleontólogo francés Paul Gervais.

## Obra

### Algunas publicaciones
- Henri Fredéric Paul Gervais (1877): Les poissons; synonymie-description-mœurs-frai-pêche-iconographie, des espèces composant plus particulièrement la faune française.

- Henri Fredéric Paul Gervais e Florentino Ameghino (1880): Les mammifères fossiles de l'Amérique du Sud.

## Abreviatura (zoología)
La abreviatura H. Gervais  se emplea para indicar a Henri Gervais como autoridad en la descripción y taxonomía en zoología.